# 龍蝦灣石刻

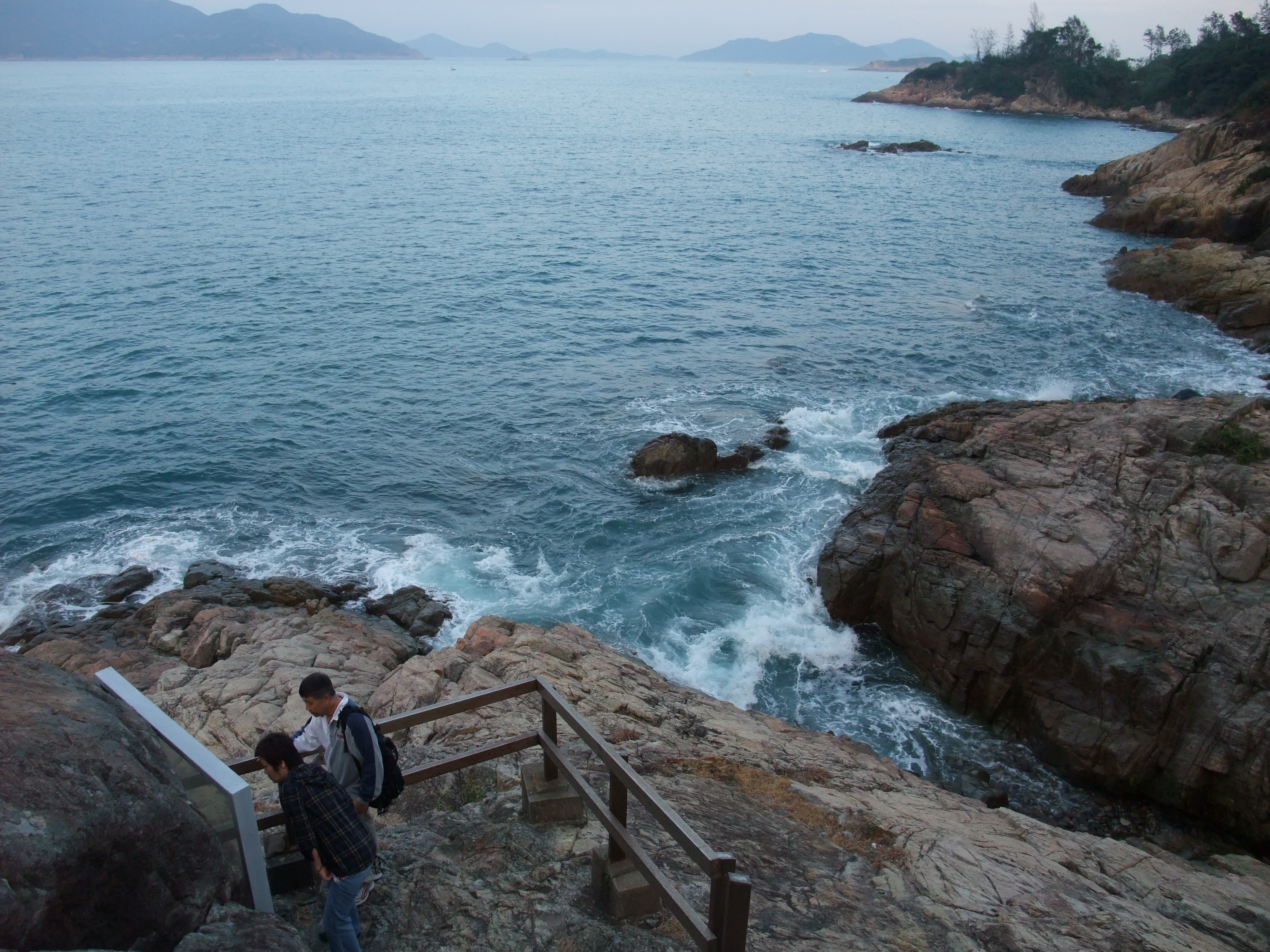
龍蝦灣石刻及其周邊

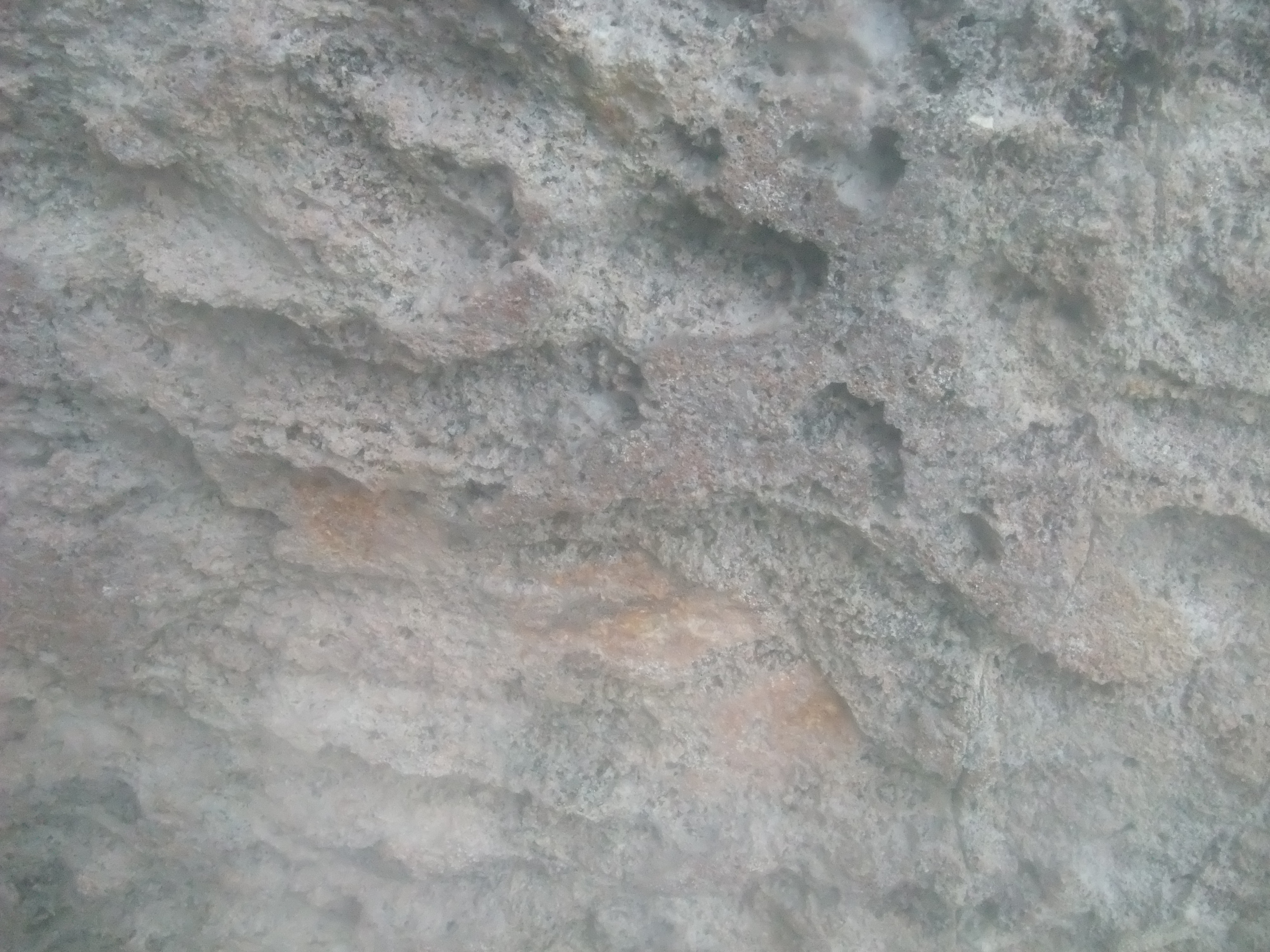
近看龍蝦灣石刻的圖紋

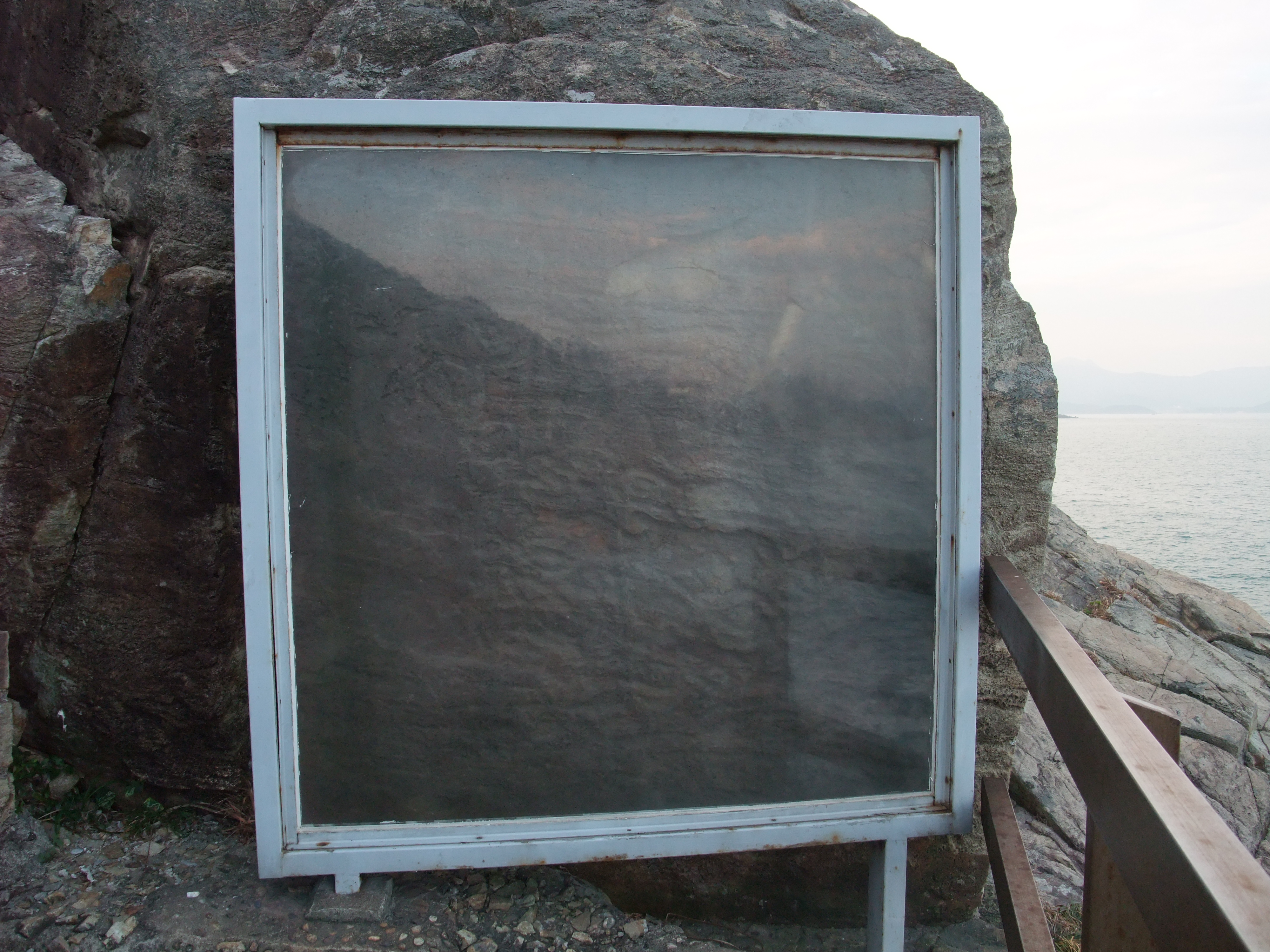
由封罩保護著的龍蝦灣石刻

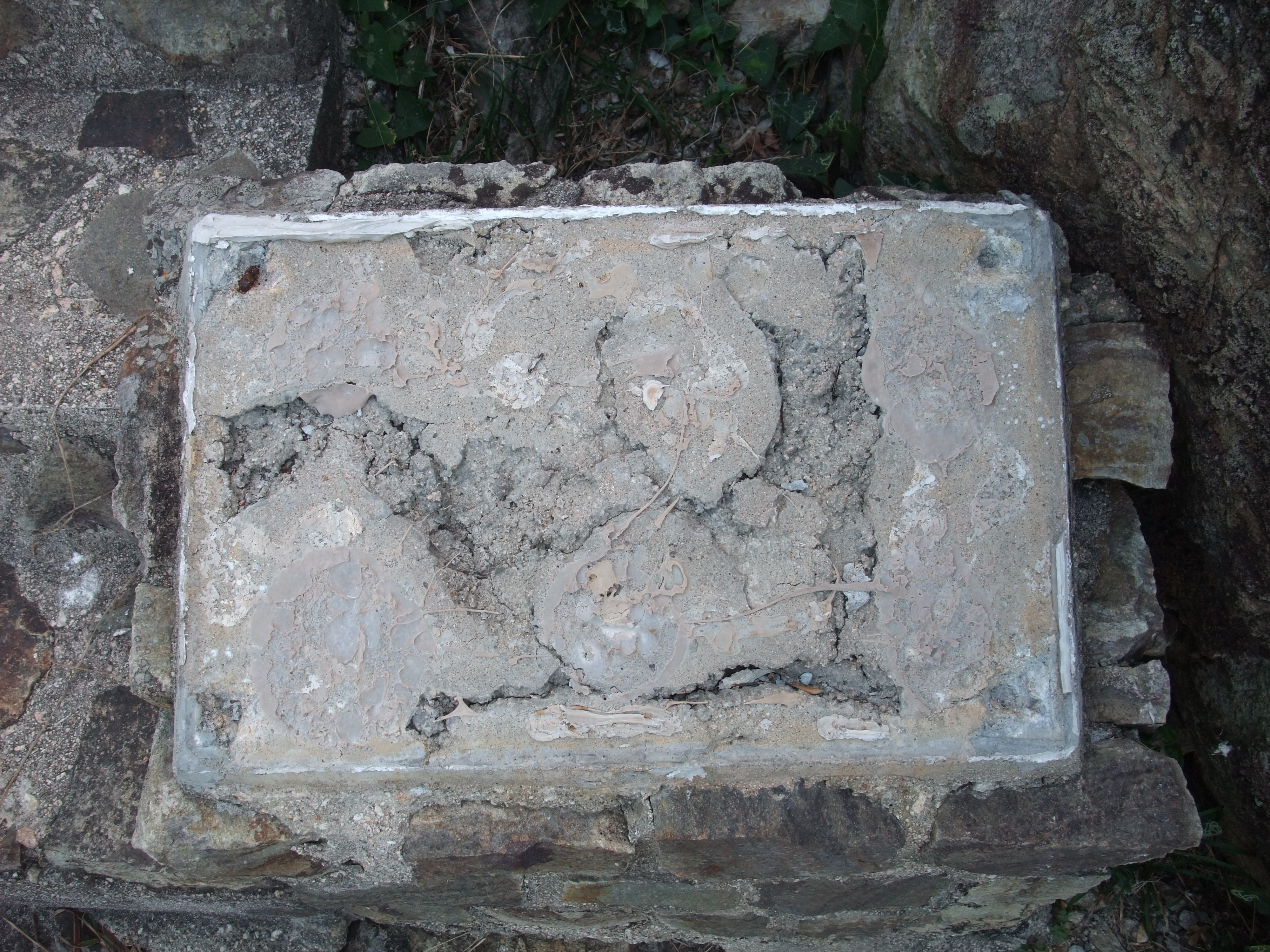
已被移除的石刻介紹

龍蝦灣石刻是香港史前時期的石刻，位於新界西貢區清水灣半島龍蝦灣，現已列為香港法定古蹟。
龍蝦灣石刻在1978年由一群遠足人士發現。石刻位於一塊向東的岩石面上，圖紋呈飄忽的幾何形狀，部份現出鳥獸及眼睛的圖案。因為久經風化，圖紋已極為模糊。
然而，有些學者認為這些圖紋純粹只是天然侵蝕所致，爭論仍未解決。

## 外部連結
- 古物古蹟辦事處 龍蝦灣石刻